# Итапеви
Итапеви (порт. Itapevi)  —  муниципалитет в Бразилии, входит в штат Сан-Паулу. Составная часть мезорегиона Агломерация Сан-Паулу. Находится в составе крупной городской агломерации Агломерация Сан-Паулу. Входит в экономико-статистический  микрорегион Озаску. Население составляет 193 686 человек на 2007 год. Занимает площадь 91,353 км². Плотность населения — 2.218,7 чел./км².

## История
Город основан 18 февраля 1959 года.

## Статистика
- Валовой внутренний продукт на 2003 составляет 1.161.093.373,00 реалов (данные: Бразильский институт географии и статистики).
- Валовой внутренний продукт на душу населения на 2003 составляет 6.302,62 реалов (данные: Бразильский институт географии и статистики).
- Индекс развития человеческого потенциала на 2000 составляет 0,759  (данные: Программа развития ООН).

## География
Климат местности: горный тропический.

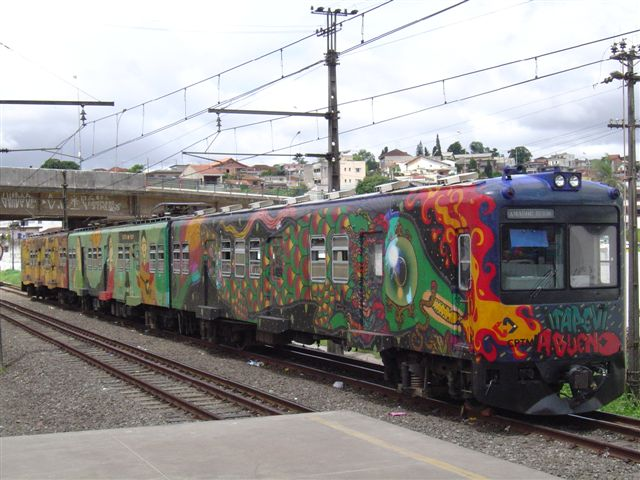